# Louis-Charles Fougeret de Monbron
Pour les articles homonymes, voir Fougeret.

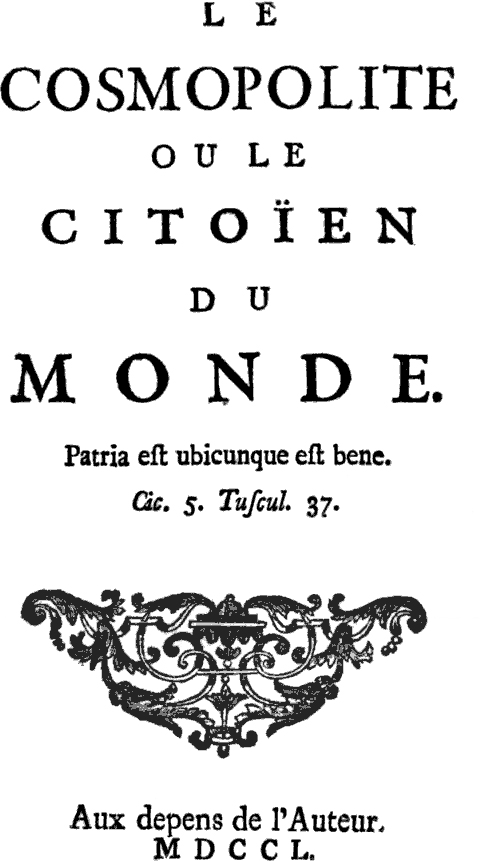
Le Cosmopolite ou le Citoyen du Monde de Fougeret de Monbron (1750).

Louis-Charles Fougeret de Monbron (aussi orthographié Montbron), né le 19 décembre 1706 à Péronne et mort le 16 septembre 1760 à Paris, est un homme de lettres français.

## Famille
Il appartient à une dynastie de financiers. Il est le second fils de Jean Fougeret, trésorier de l'extraodinaire des guerres (1733), et de Marie Parvillers, mariés en 1699 à Péronne. En 1733, son frère Jean Pierre Fougeret, intéressé dans les fermes du roi (1751) épouse Anne Angélique Puzos, fille de Nicolas Puzos, maître chirurgien juré à Paris et Marie Anne de la Fontaine: de leur union naissent deux garçons, Jean Fougeret, (1734-1794, mort guillotiné) receveur général des finances de Franche-Comté qui épouse Anne Françoise d’Outremont (1746-1813), et Nicolas Marie Fougeret de Saint-Cren. Il a aussi pour sœur Marie-Françoise Fougeret (1701-1780), mariée en 1723 avec François Tribolet, conseiller-secrétaire du Roi en la grande chancellerie, dont la fille, Marie Françoise Tribolet, est la première épouse de François Marie de Fougières.
Il n'entretenait aucune relation avec sa famille.

## Une vie d'écrivain
Grand voyageur, Fougeret de Monbron met à profit ses voyages dans toute l’Europe pour rédiger Le Cosmopolite ou le Citoyen du Monde (1750). Il y énonce cette maxime passée en proverbe : « L’univers est une espèce de livre dont on n’a lu que la première page quand on n’a vu que son pays ».
Il est l'auteur, entre autres, de La Henriade travestie (Berlin [Paris], 1745, in-12), sans doute l'ouvrage burlesque le plus diffusé du siècle des Lumières, où il s’est livré à une parodie presque vers par vers de l’original de Voltaire.[réf. nécessaire]
Il a également laissé deux pamphlets, le Préservatif contre l'anglomanie (1757) et La Capitale des Gaules ou la Nouvelle Babylone (1759), visant respectivement l’Angleterre et Paris.
Il a selon toute vraisemblance traduit Fanny Hill de John Cleland, sous le titre de La Fille de joie (1751). On lui doit aussi des récits libertins comme Le Canapé ou Le Canapé couleur de feu (1741), une réponse au Sopha de Claude-Prosper Jolyot de Crébillon, qui circulait alors en manuscrit; ou Margot la ravaudeuse (habituellement datée de 1750, mais plus vraisemblablement parue en 1753 après une première tentative d'édition avortée en 1748).
Arrêté une première fois le 7 novembre 1748, et incarcéré au For-l'Évêque jusqu'au 5 décembre suivant, Fougeret de Monbron est arrêté une seconde fois à Toulouse, le 14 mars 1755, d'où il est transféré à la Bastille, lieu de sa nouvelle incarcération du 12 avril au 25 septembre 1755.

### Réception
Pour Denis Diderot, il est l’« auteur de quelques brochures où l’on trouve beaucoup de fiel et peu, très-peu de talent ». C'est à la suite de cette évocation que Diderot rapporte que Fougeret de Montbron se présenta à lui comme un homme au « cœur velu », insensible, en particulier, à un morceau pathétique de Lully qu'ils venaient d'entendre ; Diderot ne s'approprie donc ni ce second jugement, ni la formule, mais surpris par cette insensibilité ajoute : « Je frissonne ; je m’éloigne du tigre à deux pieds ».

### Œuvres personnelles (premières éditions)
- Le premier livre de Fougeret de Monbron a connu deux éditions sous deux titres différents la même année, en 1741 :
  - Le Canapé, par M. de ***, La Haye, Popi, s.d. [1741, date vraisemblable]
  - Le Canapé couleur de feu, par M. de ***, Amsterdam [Paris], Compagnie des Libraires, 1741
- Fougeret de Monbron a écrit une ode en 1744, connue sous trois titres :
  - Ode dans le goût des autres, s. l. n. d., [1744], 4 p. in-8°
  - Ode dans le goust des autres, Metz, Imprimerie de Jean Antoine, s. d., [1744], 4 p., in-4°
  - Ode comme les autres, s. l., 1744, 6 p., in-4°.
- Discours prononcé au Roy par un paysan de Chaillot, signé Guillot le Bedaut, s. l., 1744.
- La Henriade travestie en vers burlesques, Berlin [Paris], 1745.
- Le Cosmopolite, ou le Citoïen du Monde, s. l. [La Haye], s. n. [Pierre Gosse ?], 1750.
- Margot la ravaudeuse, par Mr de M**, A Hambourg, MDCCC [1753]
- Préservatif contre l’anglomanie, A Minorque, [Paris, Duchesne], 1757.
- La Capitale des Gaules, ou La Nouvelle Babilonne, La Haye, 1759.

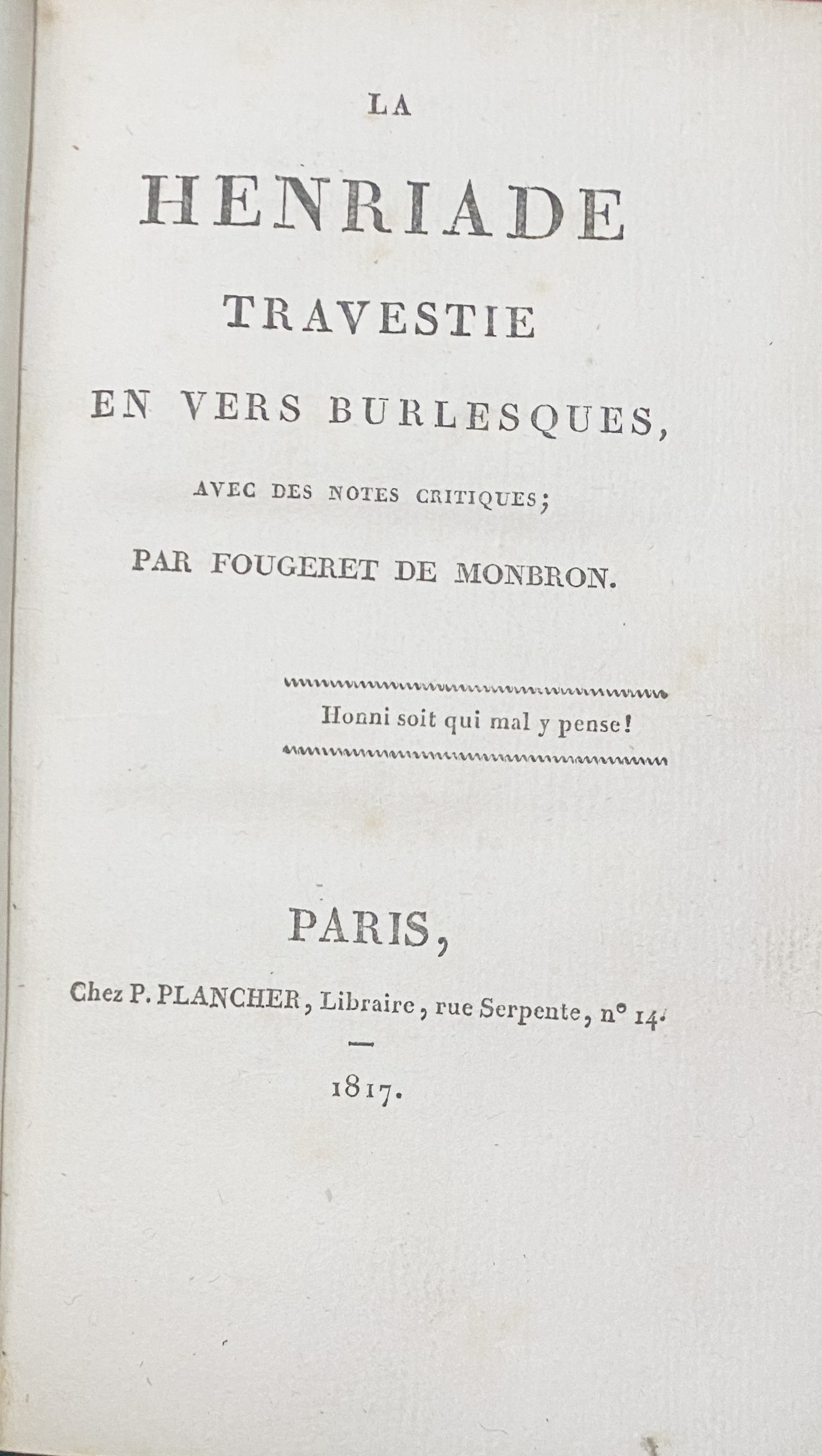
La Henriade Traveste en vers burlesques par Fougeret de Monberon

### Éditions modernes

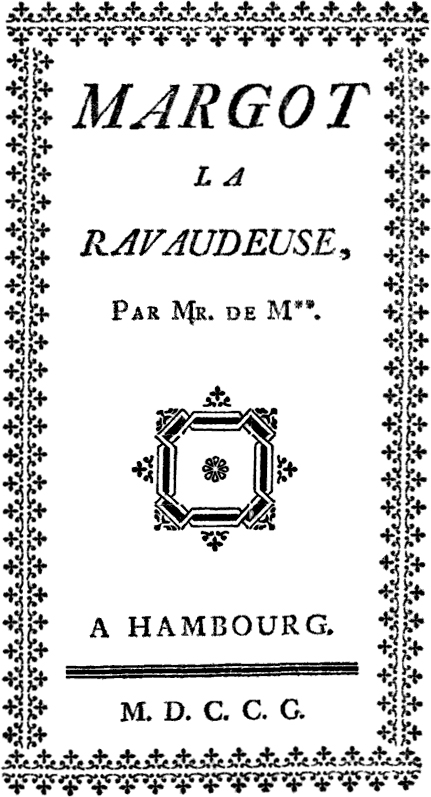
Margot la ravaudeuse (1753)

- Le Cosmopolite ou le Citoyen du monde, suivi de La Capitale des Gaules ou la Nouvelle Babylone, intro. et notes par Raymond Trousson, Bordeaux, Ducros, 1970
- Margot la ravaudeuse, Euredif, coll. « Aphrodite classique » no 42, 1977
- Margot la ravaudeuse (intro., édit. et notes par Raymond Trousson) dans R. Trousson (éd.), Romans libertins du XVIIIe siècle, Robert Laffont, coll. « Bouquins », 1993, p. 659-737
- Le Canapé couleur de feu : histoire galante, Toulouse, Ombres, coll. « Petite bibliothèque Ombres » no 132, 2000  (ISBN 978-2-84142-121-3)
- Margot la ravaudeuse, Le Canapé couleur de feu, éd. Catriona Seth, Paris, Le Monde et Classiques Garnier, 2010
- Le Cosmopolite, ou Le Citoyen du monde, éd. Édouard Langille, Londres, Modern Humanities Research Association, 2010  (ISBN 9781907322044)
- Le Cosmopolite, ou Le Citoyen du monde, Rivages, coll. « Petite bibliothèque », 2014  (ISBN 978-2-7436-2680-8)
- Margot la ravaudeuse, Gallimard, coll. « Folio » no 5899, 2015  (ISBN 978-2-07-046262-9)

### Traductions des œuvres de Fougeret de Monbron
- Le Canapé couleur de feu a été traduit en anglais : The Settee, or, Chevalier Commodo’s metamorphosis, by Monsieur de ******, from the French, London, s. n., 1742
- Le Cosmopolite a été traduit en allemand : Der Cosmopolit, oder Der Weltbürger, aus dem Französischen des Herr Monbrun, Francfurt, 1758
- La Capitale des Gaules a été traduit en allemand : Die Hauptstadt der Gallier oder das neue Babylon, Aus dem Französischen erßekt, und mit Unmerfungen begleitet. Erster Theil. Ulm, 1761. Aus Rosten der Bartholomäischen handlung, 183 p. [contient les 2 parties de La Capitale des Gaules et L’Anti-Babylone [Das Anti-Babylon, oder Antwort an den Berfasser der Hauptstadt der Gallier] d’Ange Goudar, pagination continue : 1-42; 43-136 et 137-182 pour les trois composantes respectives]
- Margot la Ravaudeuse a été publié plusieurs fois en allemand : Margot die Flickschusterin (traduit par Helmuth Leonhardt), illustrations de Margrit Behnemann, Hambourg, Kala Vael, 1964 ; Margot die Flickschusterin (éd. Peter Schalk), Munich, Heyne, 1978 ; Margot die Flickschusterin : galante Abenteuer im Frankreich des 18. Jh., Munich, Heyne, 1979
- Margot la Ravaudeuse a été publié plusieurs fois en espagnol : Margot la remendona (Historia de una prostitua) Novela filosofica-erotica, una de las mas celebres publicaciones libertinas del siglo XVIII frances. Lo escribio de Fougeret de Montbron, y lo peso por primera vez en castellano Joaquin Lopez Barbadillo que la imprimio a su costa, Madrid, 1923 (préface de Jose Bruno) ; Margot la remendona, Madrid, Akal, 1978 ; Margot la remendona, Barcelone, Libro y publicaciones periodicas, 1984 ; Margot la remendona, Madrid, Ediciones Koty, 2000
- Margot la Ravaudeuse a été traduit plusieurs fois en italien : Margot la conciacalze e le sue avventure galanti, s. n., « Biblioteca galante » no 7, 1861 ; Margot, Rome, Editori associati, 1969 ; Avventure galanti di Margot (pref., trad. et notes d’Alberto Mittone), Milan, Lo Zodiaco, 1970 ; Margot la rammendatrice (trad. Robert Gaudio), Milan, Olympia Press, 1988 ; Margot la rammendatrice (intro. Giovanna Angeli, trad. et notes de Fabio Vasari), Florence, Le Lettere, 1991
- Margot la Ravaudeuse a été traduit en russe dans un recueil contenant aussi des œuvres qui lui sont attribuées sans être de lui : История моя и моей любовницы: Фелисия, или Мои проказы. Марго-штопальщица. Фемидор, или История моя и моей любовницы, Moscou, 2000.
- Margot la Ravaudeuse a été traduit en serbo-croate : Margo krparka, Belgrade, Prosveta, Biblioteka "Erotikon", 1983
- Margot la Ravaudeuse et Le Canapé couleur de feu ont été traduits en anglais : The Amorous Adventures of Margot and The Scarlet Sofa (trad. Mark Alexander et L.E. LaBan.; Introduction par Hilary E. Holt), North Hollywood, Brandon House, 1967 ; Margot la Ravaudeuse a de nouveau été traduit en anglais : Margot la Ravaudeuse (trad. E. Langille), MHRA, 2015
- Margot la Ravaudeuse et Le Canapé couleur de feu ont été traduits en hollandais : Margriet uit de ton, gevolgd door [suivi de] De Rode Sofa (postface de Henny Scheepmaker), Amsterdam, Uitgeverij de Arbeiderspers, 1968
- Margot la Ravaudeuse, Le Canapé couleur de feu et Le Cosmopolite ont été traduits en japonais : 『修繕屋マルゴ 他二篇 Margot la Ravaudeuse et autres textes』, Tokyo, Genki shobō, 2021
- Le Canapé couleur de feu a été traduit en tchèque : Rudá pohovka, Prague, Nákl Vl., 1928 ; rééd. 1938 ; rééd. Prague, Dybbuk, 2008
- Le Canapé couleur de feu a été traduit en espagnol : El hombre que fue Canapé, Séville, ed. Renacimiento, 1999
- Le Cosmopolite a été traduit en espagnol : El cosmopolita o el ciudadano del mundo, trad. et postface Julio Seoane Pinilla, Laetoli, 2012
- Le Canapé couleur de feu a été traduit en grec : Ο καναπες στο χρωμα της φωτιας [O kanapes sto chroma tis fotias], trad. Kalliopi Mandilara, Potamos, 2019
- Le Préservatif contre l'anglomanie a été traduit en espagnol : Preservativo contra los ingleses, trad. Jaime Rosal del Castillo, Barcelone, Sd Edicions, 2019

### Études
- Emmanuel Boussuge, Situations de Fougeret de Monbron (1706-1760), Paris, Honoré Champion, coll. « Dix-huitièmes siècles » (no 138), 2010, 760 p. (ISBN 978-2-745-31948-7)

### Article
- Emmanuel Boussuge, « Fougeret de Monbron à la Bastille, et dans ses archives », Revue d'histoire littéraire de la France, 2006, no 1, p. 157-166. Lire en ligne.

## Sur Wikisource
- Le Cosmopolite, ou Le Citoyen du monde
- Margot la ravaudeuse
- Préservatif contre l’anglomanie
- La Capitale des Gaules ou la Nouvelle Babylone